# Paul Bonét-Maury
Paul Albert Antoine Bonét-Maury, né le 7 février 1900 dans le 6e arrondissement de Paris, ville où il est mort le  17 avril 1972 dans le 13e arrondissement, est un ancien judoka, président-fondateur de la Fédération française de judo, et radiobiologiste français.

## Biographie
Paul Bonét-Maury a mené une double carrière, à la fois sportive et médicale.

### Carrière scientifique
Paul Bonét-Maury fait ses études supérieures aux facultés de médecine, de pharmacie et de sciences de Paris.
Il est docteur en pharmacie en 1925. En octobre de la même année, il entre au Laboratoire Curie. Il travaille sur l'action des rayons X et de la radioactivité sur les cellules vivantes avec Fernand Holweck et Antoine Lacassagne.
Il est successivement maître de recherches (1930-1965), puis maître de recherches honoraire (1966), professeur à l'Institut national des sciences et techniques nucléaires au Centre national de la recherche scientifique (depuis 1960).
Il est chef du Laboratoire de biophysique de l'Institut Alfred-Fournier de 1941 à 1950.
En 1950, il crée le service de radio-protection de l'Institut du radium. Il est directeur de ce service jusqu'en 1962. Paul Bonét-Maury eut une activité syndicale au sein de l'Association des travailleurs scientifiques (ATS), dont il devint secrétaire en 1946. De 1965 à 1966, il est président de la Société française de radioprotection.
Il a inventé le photocolorimètre absolu et le biophotomètre enregistreur.

### Carrière sportive
Paul Bonét-Maury a pratiqué de nombreux sports tels que le football, le rugby, la boxe, le ski, la natation, la voile, ou encore le tennis, mais c'est en judo qu'il a gravé son nom dans l'histoire.
En 1936, Paul Bonét-Maury rencontre Jigorō Kanō, le fondateur du judo, au cours d'un voyage de ce dernier en France. La même année est créé le Jiu-jitsu Club de France. Paul Bonét-Maury en devient l'un des deux vice-présidents (l'autre étant Moshe Feldenkrais, le fondateur du club). 
En 1942, le judo forme une section spécialisée de la Fédération française de lutte et Paul Bonét-Maury est élu à sa présidence. 
En juillet 1944, Paul Bonét-Maury est nommé président de la Fédération française de lutte. 
En 1946, il fonde la Fédération française de judo et de jiu-jitsu (FFJJJ), qui se sépare ainsi de la Fédération française de lutte et deviendra par la suite la Fédération française de judo-jujitsu, kendo et disciplines associées. 
En 1947, il devient membre du tout nouveau Collège des Ceintures Noires dont le 1er président élu sera Jean Andrivet.
Il est président de la FFJJJ jusqu'en 1956. Il est ensuite secrétaire général de la Fédération internationale de judo, dont il démissionne en 1971 pour raisons de santé. 
Paul Bonét-Maury fut le deuxième Français à obtenir sa ceinture noire de judo. Il atteignit le 5e dan de son vivant et fut honoré du 6e à titre posthume, le 14 septembre 1975.
Il est inhumé au cimetière du Père-Lachaise (44e division).

## Décoration
- Médaille d'honneur de l'éducation physique et des sports, échelon or (1956)[4]

## Publications

### Scientifiques
- La Volatilisation du polonium, 1928.
- Action du radon sur le virus vaccinal : Évaluation du diamètre des corpuscules, 1941.
- Action du radon sur la levure Saccharomyces ellipsoïdeus , 1942.
- « Les Ultravirus considérés à travers le microscope électronique », dans La Presse médicale, no 17, 24 février 1942 (avec Constantin Levaditi).
- Évaluation par irradiation α de la taille des ultravirus, 1942.
- Évaluation par l'irradiation de la taille du virus de la poliomyélite (souche Lansing), 1942 (avec Constantin Levaditi).
- La Mesure des dimensions du virus vaccinal d'après la micrographie électronique, 1942.
- Recherches radiologiques sur la taille et la structure du virus herpétique, 1942.
- Méthodes statistiques de titrage des ultravirus, 1942.
- Détermination, par la méthode d'irradiation, des dimensions du virus de la fièvre aphteuse, souche neurotrope, 1943
- « Pouvoir immunisant du Bacterium coli irradié par le rayonnement total du radon », dans Bull. Acad. méd., vol. 127, p. 420 (avec Constantin Levaditi).
- « Mise en évidence, par la respisométrie, de l'action bactériostatique des radiations ionisantes », dans Annales de l'Institut Pasteur, vol. 69, 1943, p. 189.
- « La radiobiologie : Conférence faite au Palais de la découverte le 29 novembre 1947 », dans Les Conférences du Palais de la découverte  (ISSN 1762-4320), université de Paris et Palais de la découverte, Alençon, Poulet-Malassis, 1949.
- L'Irradiation des virus, Paris, Maloine, 1948.
- « L'Origine du phosphore protéique du lait, étudiée au moyen du radiophosphore », dans C. r. de l'Académie des sciences, vol. 230, no 5, 1950, pp. 478-480 (avec Henri Simonnet et Joseph Sternberg).
- L'Ère atomique : Encyclopédie des sciences modernes. Tome IV : Radioactivité artificielle, Abraham Moles (dir.), éditions René Kister, 1962 (participation, avec Ernest Lawrence et al.).
- La Radioprotection, PUF, coll. « Que sais-je », 128 p., 1969.

### Sportives
- Le Judo, PUF, coll. « Que sais-je ? », 1971 ; 2e éd., 1975 (avec Henri Courtine).

## Source
- « In memoriam : Paul Bonét-Maury », dans la Revue olympique, no 55, avril 1972, p. 186. (Texte intégral. Consulté le 27 septembre 2012.)

## Référence
1. ↑  Archives de Paris 5e, acte de naissance no 460, année 1900 (avec mention marginale de décès) (page 22/29)
2. ↑  « Naissance du judo francais », sur judo-witry.com (consulté le 30 août 2010).
3. ↑   Les Pionniers du Judo Français de Claude Thibault, Editions Budo, 2011, 494 pages,  (ISBN 978-2-84617-281-3)
4. ↑  « BODMR n°03 du 25 janvier 1957 page 50 », sur legifrance.gouv.fr (consulté le 3 avril 2025)